# Langir
Langir is een bestuurslaag in het regentschap Kepulauan Anambas van de provincie Riau-archipel, Indonesië. Langir telt 395 inwoners (volkstelling 2010).